# ماهیچه دندانه‌ای پیشین
ماهیچه دندانه‌ای پیشین یا عضله دندانه‌ای قدامی (به لاتین: serratus anterior) ماهیچه‌ای است که در سمت قفسه سینه از سطح دنده نخست سرچشمه گرفته و به دنده هشتم پایان می‌یابد و در کل طول پیشین مرز داخلی کتف قرار دارد.
به طور دقیق‌تر خاستگاه این ماهیچه سطوح طرفی و بیرونی هشت دنده نخست و پایانگاه آن حاشیه درونی سطح پیشین (قدامی) استخوان کتف است.سر ثابت آن از قسمت بالای نه دنده اول در سطح جانبی قفسه سینه شروع شده و به لبه داخلی سطح قدامی استخوان کتف بین زاویه فوقانی و تحتانی اتصال پیدا می کنند. تارهای بخش فوقانی در دور کردن استخوان کتف از خط میانی بدن دخالت دارند و در این حرکت بسیار قوی مؤثر عمل می کنند.تارهای تحتانی تر که به‌صورت مایل قرار گرفته آن در چرخش بالایی کتف شرکت دارند.علت اصلی وضعیت کتف بالی(کتف بالدار) ضعف آشکار این عضله است.
ماهیچه دندانه‌ای پیشین قوی‌ترین ماهیچه‌ای است که مانند یک لنگر کتف را ثابت نگه می‌دارد تا ماهیچه‌های دیگر در مفصل شانه حرکت ایجاد کنند. در اثر چرخش زاویه زیرین کتف به بیرون و جلو، گودی کاسه‌ای به بالا و جلو کشیده می‌شود و موجب می‌شود بازو بعد از ۹۰ درجه خمش پیشین به بالای سر آورده شود. هنگامی که دست را در وضعیت افقی قرار داده و با مشت شی را تحت فشار قرار می‌دهیم این ماهیچه منقبض می‌شود.